# Eugènia de Grècia
Eugènia de Grècia, princesa Radziwill (París, 10 febrer de 1910 - Ginebra, 13 febrer de 1989) era una princesa de Grècia i de Dinamarca, filla de Jordi de Grècia i de Maria Bonaparte. Ha conduït una vida mundana en les cercles aristocràtiques i les famílies reials europees.
El 1938 es casà amb el príncep Dominik Radziwill, membre d'una de les famílies nobiliàries més riques i influents de l'aristocràcia polonesa. Van tenir dos fills, Tatiana i Jordi.
El 1946 es va divorciar. Tot i tenir dos fills, el Vaticà va reconèixer la nul·litat del matrimoni el 1952. El 1949, es va casar amb el príncep Raimon della Torre e Tasso amb qui va tenir un fill, Carles. Es van divorciar el 1965.
Va morir a Ginebra a conseqüència de l'alzheimer.